# 一條實昭
一條 實昭（いちじょう さねあき、1945年（昭和20年）8月6日 - ）は、日本の弁護士。かつての摂家・公爵家である一条家の第28代当主。アンダーソン・毛利・友常法律事務所顧問。一條實文の子。また、吉良義央の九世子孫 にあたる。子で次期一条家当主に一条実綱がいる。

## 経歴
- 学習院初等科・中等科を経て、1964年（昭和39年）3月学習院高等科卒業[3][7]
  - 学習院時代の盟友には寬仁親王、東伏見睿俶（）、鷹司尚武伊勢神宮大宮司らがいる。
- 1968年（昭和43年）3月 ： 中央大学法学部卒業（法学士）[3]
- 1973年（昭和48年）4月 ： 最高裁判所司法研修所修了（25期）。弁護士登録（第一東京弁護士会）。アンダーソン・毛利・ラビノウィッツ法律事務所（現・アンダーソン・毛利・友常法律事務所）に入所[3]
- 1978年（昭和53年）9月 - 1980年（昭和55年）1月 ： 米国ニューヨーク大学スクール・オブ・ロー（LL.M.）[3]
- 1980年（昭和55年）
  - 2月 ： 米国ニューヨークのWhitman & Ransom（現事務所名 Winston & Strawn）法律事務所勤務[3]
  - 11月 ： アンダーソン・毛利・ラビノウィッツ法律事務所に復帰[3]
- 1982年（昭和57年）1月 ： アンダーソン・毛利・ラビノウィッツ法律事務所パートナー就任[3]
- 2002年（平成14年） - 2016年（平成28年） ： 東京簡易裁判所民事調停委員[3]
- 2004年（平成16年） - 2005年（平成17年） ： 日本弁護士連合会「自由と正義」編集委員会委員長[3]
- 2014年（平成26年）
  - 2月 ： 学習院中高等科桜友会会長に就任[8]
  - 6月 ： 桂宮宜仁親王の豊島岡墓地での喪儀（斂葬の儀）において、司祭長を務めた[1][7]。
- 2016年（平成28年）1月 ： アンダーソン・毛利・友常法律事務所顧問に就任[3]

## 主な受賞歴
- Best Lawyers 2010（2010年（平成22年）9月14日）
- Best Lawyers 2012（2012年（平成24年）7月17日）
- Who's Who Legal: Japan 2015（2015年（平成27年）9月1日）
- Who's Who Legal: Japan 2016（2016年（平成28年）11月2日）
- Who's Who Legal: Japan 2017（2017年（平成29年）11月2日）
- Best Lawyers 2020（2019年（平成31年）4月4日）
- Who's Who Legal: Japan 2019（2019年（令和元年）11月29日）
- Best Lawyers 2021（2020年（令和2年）4月9日）